# Greiling
Greiling est un village de Bavière (Allemagne), située dans l'arrondissement de Bad Tölz-Wolfratshausen, dans le district de Haute-Bavière.